# ABU Robocon 2009
Robocon Tokyo 2009 là lần tổ chức thứ 8 của cuộc thi sáng tạo robot hằng năm dành cho các trường đại học, cao đẳng thuộc khu vực châu Á - Thái Bình Dương ABU Robocon, dưới sự tổ chức của Hiệp hội Phát thanh Truyền hình châu Á -Thái Bình Dương (ABU). Vòng chung kết của cuộc thi được tổ chức vào ngày 22 tháng 8 năm 2009 tại thành phố Tokyo, Nhật Bản.

## Chủ đề
.
Chủ đề của cuộc thi lần này là Nhịp trống khải hoàn. Tên này cũng như nội dung đều xuất phát từ Kago - một loại kiệu cổ của người Nhật Bản thời trung đại. Kago có cấu tạo đơn giản, gồm một cái giỏ được treo trên một trục gỗ, được gọi là đòn gánh. Kago được hai người đàn ông vác, một trước, một sau. Do địa hình gập ghềnh, nhiều núi cao và rừng rậm nên hai người phu kiệu trước sau phải phối hợp với nhau một cách chặt chẽ.

## Luật thi đấu
Cuộc thi Robocon 2009 đề cao sự phối hợp giữa người và máy. Các robot không hoạt động độc lập mà là phối hợp với nhau: 1 robot tự động kết hợp với 1 robot điều khiển bằng tay.

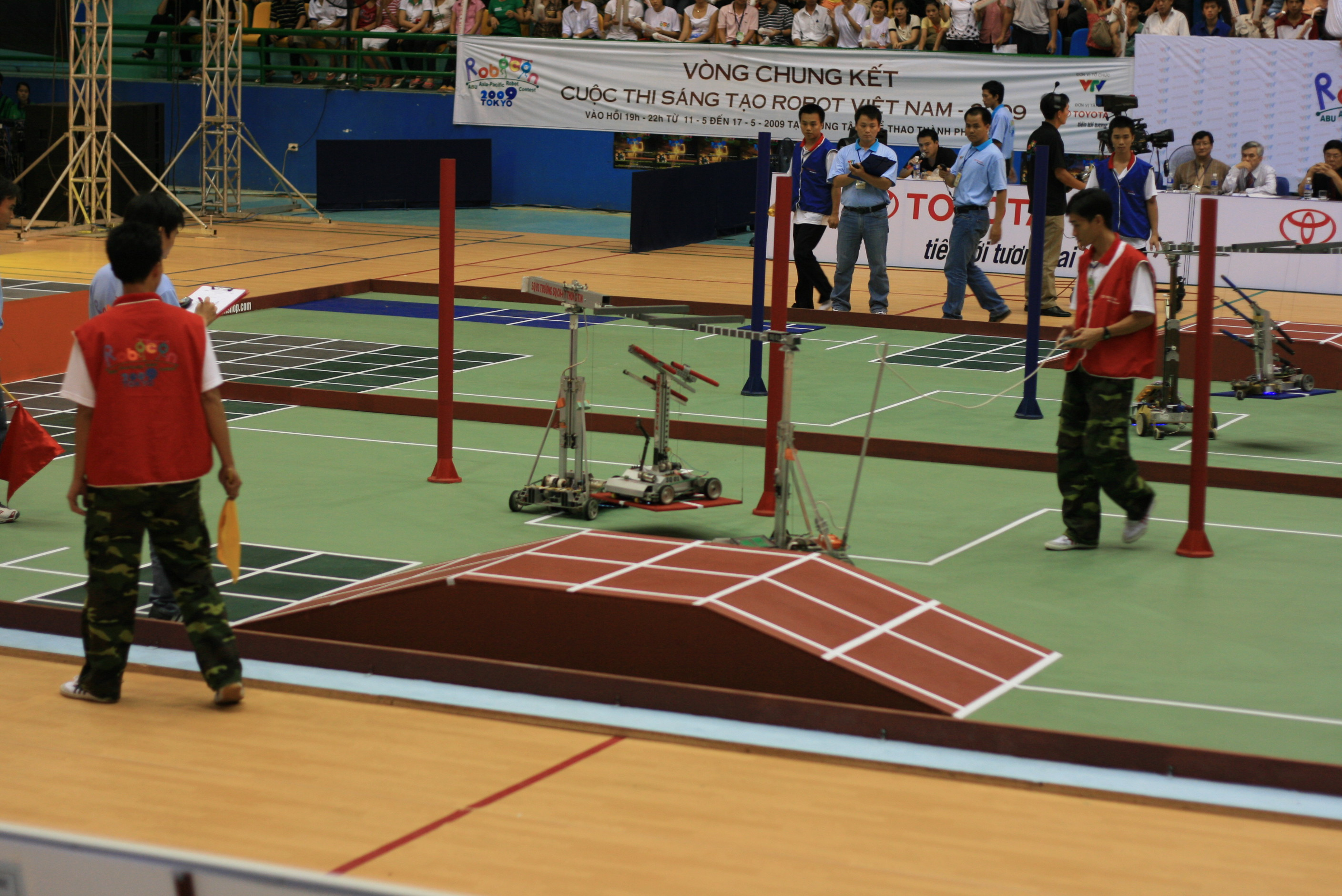
Một cảnh thi đấu trong khuôn khổ Cuộc thi sáng tạo robot Việt Nam năm 2009 được tổ chức tại Thừa Thiên Huế

Cuộc thi mô phỏng chuyến hành trình bằng kiệu Kago,trong đó một robot mang vác tự động sẽ đóng vai trò phu kiệu đi trước, một robot mang vác bằng tay làm phu kiệu đi sau, vác theo một robot tự động trên kiệu Kago (được gọi là robot lữ hành).Các thử thách trên đường đi sẽ gồm một phần sân nhô cao mô phỏng núi và các cột cắm zíc zắc mô phỏng rừng.Trên đường đi, hai robot mang vác không được chạm vào Kago và robot lữ hành cũng như không được làm chúng rơi.
Hai robot mang vác phải phối hợp với nhau để đi đến khu vực ghi điểm trước đối thủ. Tại khu vực ghi điểm có ba cái trống Nhật với kích thước nhỏ dần được đặt chồng lên nhau. Cũng tại khu vực ghi điểm, robot lữ hành sẽ được hạ xuống. Đội chiến thắng là đội có robot lữ hành đánh được ba tiếng trống đầu tiên hoặc là đội ở vị trí gần trống hơn nếu hết 3 phút mà chưa có đội nào đánh được trống.

## Các đội tham dự
| STT | Quốc gia    | Trường đại học đại diện                        | Đài truyền hình                           |
| --- | ----------- | ---------------------------------------------- | ----------------------------------------- |
| 1   | Bangladesh  | Đại học nghề cơ khí Bangladesh                 | Đài truyền hình nhân dân Bangladesh       |
| 2   | Brunei      | Đại học Quốc gia Brunei                        | Đài phát thanh Brunei                     |
| 3   | Trung Quốc  | Học viện Công nghệ Cáp Nhĩ Tân                 | Đài truyền hình trung ương Trung Quốc     |
| 4   | Ai Cập      | Học viện Công nghệ cao thành phố Ramdan        | Hiệp hội truyền hình phát thanh Ai Cập    |
| 5   | Fiji        | Đại học Nam Thái Bình Dương                    | Công ty TNHH truyền hình Fiji             |
| 6   | Hồng Kông   | Đại học Quốc gia Hồng Kông                     | Đài truyền hình Hồng Kông                 |
| 7   | Ấn Độ       | Đại học Cơ khí và Công nghệ Ấn Độ              | Đài truyền hình Ấn Độ                     |
| 8   | Indonesia   | Học viện Bách khoa Kỹ thuật Điện tử Surabaya   | Đài nhân dân Indonesia                    |
| 9   | Nhật Bản 1  | Đại học Công nghệ Toyohashi                    | Tập đoàn truyền hình Nhật Bản (NHK)       |
| 10  | Nhật Bản 2  | Học viện Công nghệ Kanazawa                    | Tập đoàn truyền hình Nhật Bản (NHK)       |
| 11  | Hàn Quốc    | Đại học Quốc gia Chungnam                      | Hệ thống truyền thông Hàn Quốc (KBS)      |
| 12  | Ma Cao      | Đại học Macau                                  | Đài truyền hình Macau                     |
| 13  | Malaysia    | Đại học Đa truyền thông                        | Đài truyền hình Malaysia                  |
| 14  | Mông Cổ     | Đại học Quốc gia Mông Cổ                       | Đài phát thanh nhân dân Mông Cổ           |
| 15  | Nepal       | Đại học Tribhuvan IOE                          | Đài truyền hình Nepal                     |
| 16  | Ả Rập Xê Út | Đại học Đức vua Abdulaziz                      | Đài phát thanh truyền hình Ả Rập          |
| 17  | Sri Lanka   | Đại học Moratuwa                               | Đài truyền hình Sri Lanka                 |
| 18  | Thổ Nhĩ Kỳ  | Serdar                                         | Công ty phát thanh truyền hình Thổ Nhĩ Kỳ |
| 19  | Thái Lan    | Đại học Dhurakijpundit                         | MCOT                                      |
| 20  | Việt Nam    | Đại học Sư phạm Kỹ thuật Thành phố Hồ Chí Minh | Đài truyền hình Việt Nam                  |

## Bên lề
Trước khi vòng chung kết diễn ra, đội đang giữ kỉ lục hoàn thành nhiệm vụ nhanh nhất thuộc về Trung Quốc và Việt Nam cùng với 18 giây.
Trong trận chung kết trong nước, đội Việt Nam có thành tích hoàn thành nhiệm vụ với 30 giây, nhưng trong quá trình cải tiến đã giảm xuống còn 18 giây.

## Kết quả chia bảng
| Bảng A     | Bảng B    | Bảng C   | Bảng D      | Bảng E     | Bảng F     | Bảng G    |
| ---------- | --------- | -------- | ----------- | ---------- | ---------- | --------- |
| Nhật Bản 1 | Fiji      | Pakistan | Bangladesh  | Sri Lanka  | Mông Cổ    | Hồng Kông |
| Nepal      | Indonesia | Thái Lan | Trung Quốc  | Nhật Bản 2 | Ai Cập     | Malaysia  |
| Ấn Độ      | Việt Nam  | Hàn Quốc | Ả Rập Xê Út | Ma Cao     | Thổ Nhĩ Kỳ |           |

## Vòng đấu loại trực tiếp
|  | Tứ kết     | Tứ kết     | Tứ kết     |            |            | Bán kết    | Bán kết | Bán kết |  |  | Chung kết | Chung kết | Chung kết |  |
|  |            |            |            |            |            |            |         |         |  |  |           |           |           |  |
|  |            |            |            |            |            |            |         |         |  |  |           |           |           |  |
|  | Nhật Bản 2 | Nhật Bản 2 | X          |            |            |            |         |         |  |  |           |           |           |  |
|  | Nhật Bản 2 | Nhật Bản 2 | X          |            |            |            |         |         |  |  |           |           |           |  |
|  | Việt Nam   | Việt Nam   | G (25)     |            |            |            |         |         |  |  |           |           |           |  |
|  | Việt Nam   | Việt Nam   | G (25)     |            | Việt Nam   | Việt Nam   | X       |         |  |  |           |           |           |  |
|  |            |            |            |            | Việt Nam   | Việt Nam   | X       |         |  |  |           |           |           |  |
|  |            |            | Trung Quốc | Trung Quốc | G (19)     |            |         |         |  |  |           |           |           |  |
|  | Hàn Quốc   | Hàn Quốc   | Trung Quốc | Trung Quốc | G (19)     | X          |         |         |  |  |           |           |           |  |
|  | Hàn Quốc   | Hàn Quốc   |            |            |            |            |         |         |  |  |           |           |           |  |
|  | Trung Quốc | Trung Quốc | G (19)     |            |            |            |         |         |  |  |           |           |           |  |
|  | Trung Quốc | Trung Quốc | G (19)     |            | Trung Quốc | Trung Quốc | G (18)  |         |  |  |           |           |           |  |
|  |            |            |            |            |            |            |         |         |  |  |           |           |           |  |
|  |            |            | Hồng Kông  | Hồng Kông  | X          |            |         |         |  |  |           |           |           |  |
|  | Nhật Bản 1 | Nhật Bản 1 | Hồng Kông  | Hồng Kông  | X          | O          |         |         |  |  |           |           |           |  |
|  | Nhật Bản 1 | Nhật Bản 1 |            |            |            |            |         |         |  |  |           |           |           |  |
|  | Ai Cập     | Ai Cập     | X          |            |            |            |         |         |  |  |           |           |           |  |
|  | Ai Cập     | Ai Cập     | X          |            | Nhật Bản 1 | Nhật Bản 1 | X       |         |  |  |           |           |           |  |
|  |            |            |            |            | Nhật Bản 1 | Nhật Bản 1 | X       |         |  |  |           |           |           |  |
|  |            |            | Hồng Kông  | Hồng Kông  | G (23)     |            |         |         |  |  |           |           |           |  |
|  | Hồng Kông  | Hồng Kông  | Hồng Kông  | Hồng Kông  | G (23)     | G (24)     |         |         |  |  |           |           |           |  |
|  | Hồng Kông  | Hồng Kông  |            |            |            |            |         |         |  |  |           |           |           |  |
|  | Indonesia  | Indonesia  | X          |            |            |            |         |         |  |  |           |           |           |  |
|  | Indonesia  | Indonesia  | X          |            |            |            |         |         |  |  |           |           |           |  |
|  |            |            |            |            |            |            |         |         |  |  |           |           |           |  |

## Kết quả
| Vô địch Robocon Tokyo 2009 Dragon Team Học viện công nghệ Cáp Nhĩ Tân - Trung Quốc Lần thứ ba |